# District de Đạ Huoai
Đạ Huoai est un district rural de la province de Lâm Đồng dans la région des hauts plateaux des montagnes centrales du Vietnam.

## Présentation
Le district couvre une superficie de 490 km². 
La capitale du district se trouve à Ma Đa Guôi.  
Le district est traversé par la Route nationale 20 .